# Regionalrat Ligurien
Der Regionalrat Ligurien (italienisch Consiglio regionale – Assemblea legislativa della Liguria) ist das legislative Organ der italienischen Region Ligurien. Der 1970 erstmals gewählte Regionalrat hat seinen Sitz in der ligurischen Hauptstadt Genua.

## Zusammensetzung und Aufgaben
Der Regionalrat hat 30 vom Volk gewählte Abgeordnete, die Regionalräte genannt werden. Darüber hinaus ist der direkt vom Volk (zugleich mit dem Regionalrat) gewählte Präsident der Region von Rechts wegen Mitglied des Regionalrats, sitzt diesem jedoch nicht vor. Der Präsident des Regionalrats wird von dessen Mitgliedern gewählt. Die Legislaturperiode beträgt maximal fünf Jahre. Im Oktober 2020 begann die 11. Legislaturperiode.
Der Regionalrat erlässt Gesetze und sonstige Normen mit Gesetzeskraft für die Region Ligurien, insbesondere deren Haushalt. Er überwacht die Regionalregierung, die aus dem Präsidenten der Region und den von ihm ernannten Regionalministern, genannt „Assessoren“ oder „Beisitzer“, besteht, sowie die Tätigkeit der regionalen Behörden und Ämter sowie deren nachgeordnete Einrichtungen. Das für den Regionalrat und den Präsidenten der Region geltende Wahlsystem kann nur mit einer Zweidrittelmehrheit der Regionalräte verändert werden. Der Regionalrat hat eine eigene Geschäftsordnung. Die Regionalräte bilden Fraktionen. Die Tätigkeit des Regionalräte erfolgt im Plenum oder in Fachausschüssen. Die Bildung von Untersuchungsausschüssen ist möglich.
Spricht der Regionalrat mit der absoluten Mehrheit seiner Mitglieder dem direkt vom Volk gewählten Präsidenten das Misstrauen aus, muss der Präsident mit seiner Regionalregierung zurücktreten. Gleichzeitig bedingt der Rücktritt des Präsidenten immer auch die Auflösung des Regionalrats und Neuwahlen.
Beim Regionalrat ist als Interessensvertretung der lokalen Gebietskörperschaften gemäß Artikel 123 der italienischen Verfassung und des Artikels 13 der Regionalverfassung Liguriens ein sogenannter Rat der Lokalautonomien angesiedelt, der in gewisser Weise die Funktion einer beratenden, zweiten Parlamentskammer hat. Dieser Rat hat ein auf Angelegenheiten der lokalen Gebietskörperschaften beschränktes Initiativrecht. Einwände dieses Organs hinsichtlich der Interessen der Provinzen Liguriens, der Metropolitanstadt Genua, der Kommunen und Kommunalverbände kann der Regionalrat gemäß Artikel 67 der Regionalverfassung nur mit der absoluten Mehrheit seiner Mitglieder übergehen.

## Wahlsystem
80 Prozent der Regionalratssitze werden nach dem Verhältniswahlsystem vergeben, 20 Prozent erhält die Liste des vom Volk gewählten Präsidenten der Region als Mehrheitsprämie. Wenn dessen Liste 50 oder mehr Prozent der Wählerstimmen erhält, verringert sich der Mehrheitsbonus um 10 Prozent. Bei der Verhältniswahl gibt es eine Sperrklausel von drei Prozent, die bei einer Verbindung mit einer Liste, die mehr als fünf Prozent erhalten hat, entfällt. Der Präsident der Region wird mit einfacher Mehrheit vom Volk gewählt. (Stand: 2018)